# Rouvray-Catillon
Rouvray-Catillon is een gemeente in het Franse departement Seine-Maritime (regio Normandië) en telt 178 inwoners (2005). De plaats maakt deel uit van het arrondissement Dieppe.

## Geografie
De oppervlakte van Rouvray-Catillon bedraagt 12,4 km², de bevolkingsdichtheid is 14,4 inwoners per km².
De onderstaande kaart toont de ligging van Rouvray-Catillon met de belangrijkste infrastructuur en aangrenzende gemeenten.

## Demografie
Onderstaande figuur toont het verloop van het inwonertal (bron: INSEE-tellingen).